# Le Christ retrouvé au Temple (Martini)
Le Christ retrouvé au Temple  (en italien, ritrovamento di gesù al tempio) est une peinture religieuse en tempera sur bois de 49,5 × 35,1 cm du peintre de l'école siennoise Simone Martini, datant de 1342 et  conservée à la  Walker Art Gallery de Liverpool. 

## Histoire
Le tableau de dévotion, probablement un volet de diptyque, réalisé en Avignon par le peintre deux ans avant sa mort, porte l'inscription  SIMON.DE.SENIS.ME.PINXIT.SUB.A.D.M.C.(CC)XL.11
Il fut transmis au musée actuel en 1948 par le legs de la collection Matthew Smith.

## Iconographie
Jésus enfant, âgé de douze ans, est retrouvé par sa mère au Temple de Jérusalem, conversant avec les docteurs. Elle l'interroge sur sa présence dans ce lieu en présence de Joseph. Jésus lui répond : « Pourquoi donc me cherchiez-vous ? Ne saviez-vous pas que je dois être dans la maison de mon Père ? » Évangile de Luc, II, 40-50.
Les trois personnages du Nouveau Testament se doivent au moins d'être présents dans la représentation de la scène ; la présence des docteurs, du décor du Temple fait partie des variations stylistiques des différents peintres du sujet biblique.

## Description
Dans un décor architectonique à fond d'or à multi-lobé, Marie est représentée à gauche, assise, un livre ouvert sur les genoux, la main tendue vers Jésus enfant ; elle porte un manteau bleu brodé d'or  sur un pourpoint rouge.
Joseph au centre, en retrait, portant un manteau violet brodé d'or, tourne une tête penchée vers son fils, avec un air réprobateur. 
Jésus enfant, à droite, debout, pieds nus, les bras croisés et tenant un livre, les écoute en affichant un faciès résigné. Il porte un habit bleu couvert d'un écharpe rouge brodée d'or.